# دانشگاه تاسمانی

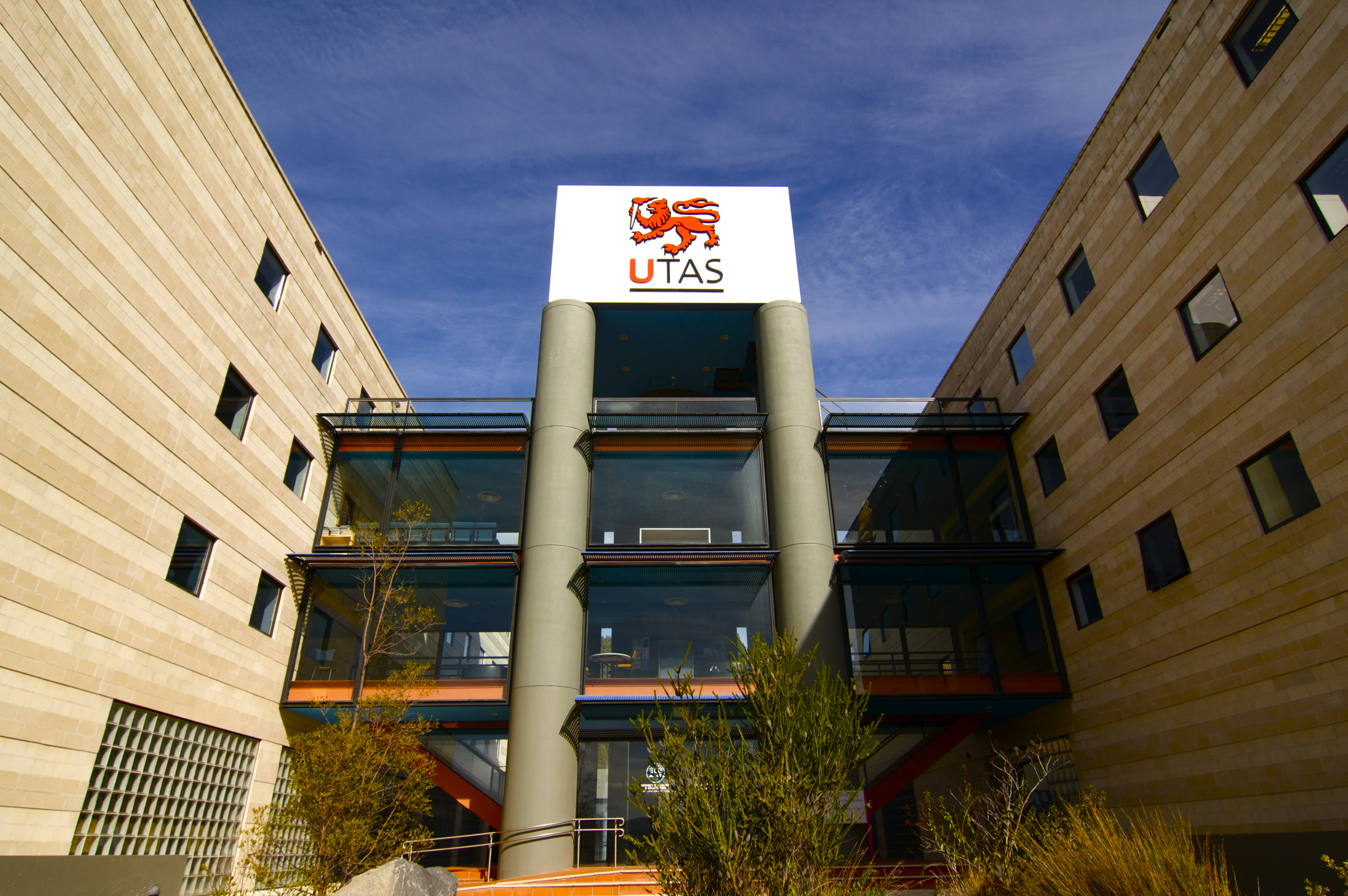
ساختمان مرکزی دانشگاه

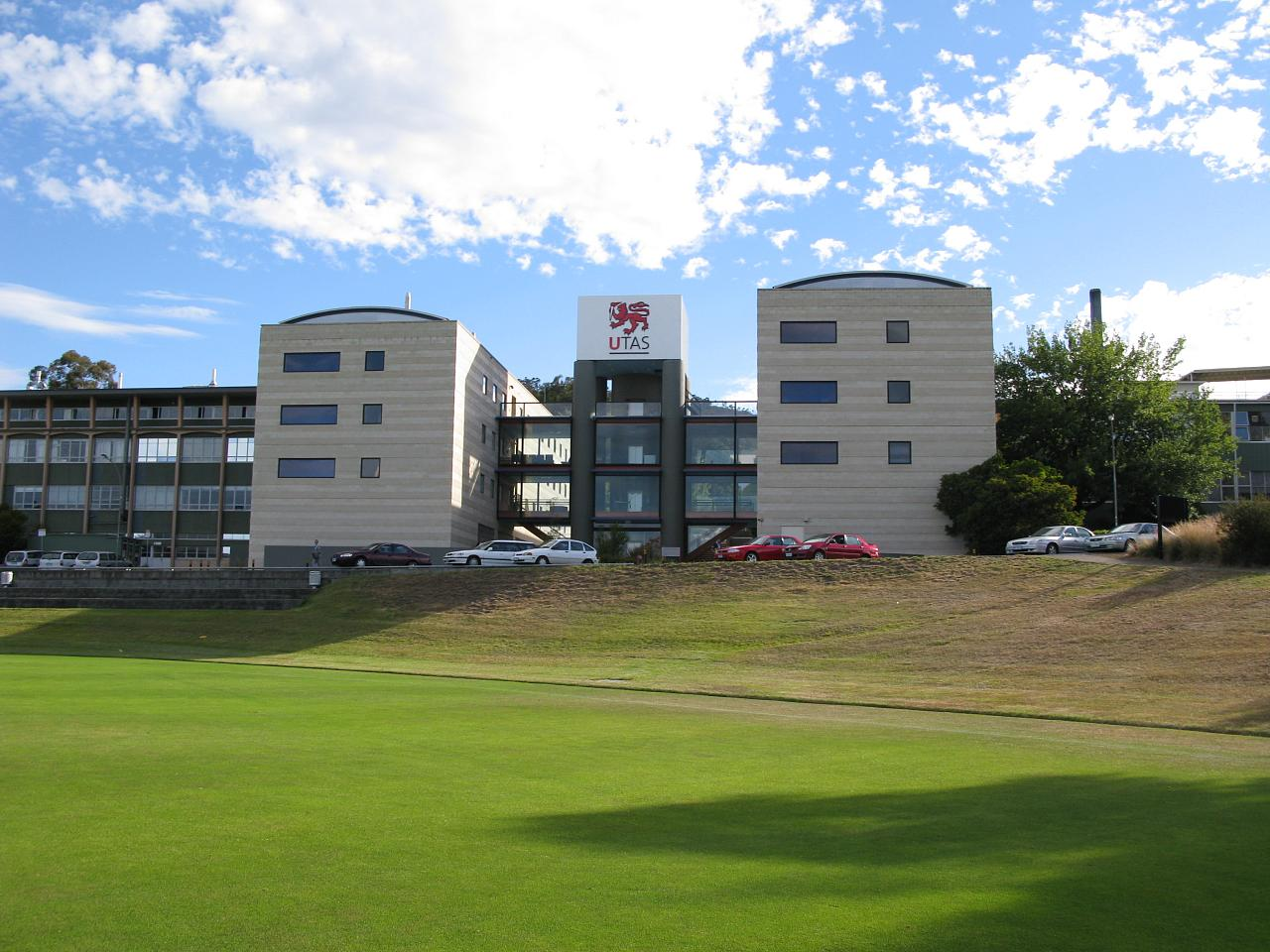
دانشگاه تاسمانی در هوبارت

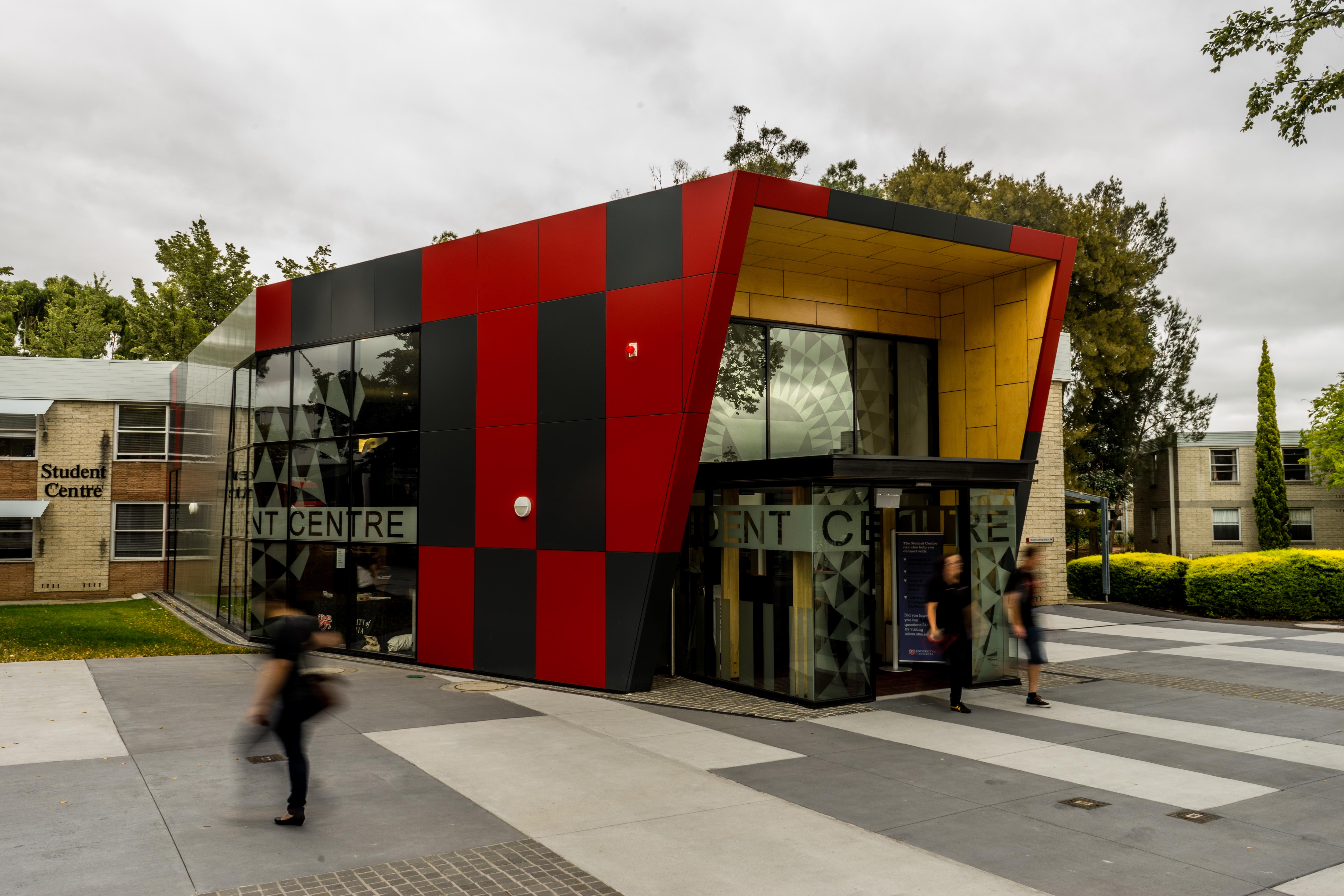
مرکز دانشجویان در لانسستون، تاسمانی

دانشگاه تاسمانی (به انگلیسی: University of Tasmania) به اختصار (UTAS) یک دانشگاه دولتی در استرالیا است که در هوبارت واقع در تاسمانی، ایالت نیو ساوت ولز در استرالیا قرار دارد.
این دانشگاه به‌طور رسمی در سال ۱۸۹۰ تأسیس شد و چهارمین دانشگاهی بود که در استرالیا تأسیس شد. اگرچه کالج مسیحی آن، که در سال ۱۹۲۹ وابسته به دانشگاه بود، در سال ۱۸۴۶ تأسیس شد ولی همچنان قدیمی‌ترین آموزش عالی در نوع خود در استرالیا است.
این دانشگاه انواع برنامه‌های کارشناسی و فارغ‌التحصیل را در طیف وسیعی از رشته‌ها ارائه می‌دهد و دارای ۲۰ مؤسسه پژوهشی تخصصی، مراکز پژوهشی تعاونی و مراکز تحقیقاتی است. مؤسسه مطالعات دریایی و قطب جنوب این دانشگاه به نمرات ۵ امتیاز دانشگاه (که بالاتر از استاندارد جهانی است) برای تعالی در تحقیقاتی که توسط شورای پژوهشی استرالیا صادر شده‌است، بسیار کمک کرده‌است. این دانشگاه همچنین تحصیلات عالی خود را در کالج دریایی استرالیا، مرکز ملی آموزش، آموزش و پژوهش دریایی ارائه می‌دهد.

## رتبه‌بندی (رنکینگ)
طبق رتبه‌بندی QS در سال ۲۰۱۸، دانشگاه تاسمانی، در میان ۴۰۰ دانشگاه برتر جهان قرار دارد و ۲۰اُمین دانشگاه برتر استرالیا است. هم‌چنین، طبق رتبه‌بندی تایمز در سال ۲۰۱۸، این دانشگاه در میان ۳۰۰ دانشگاه برتر جهان قرار دارد و رتبه ۱۰اُمین دانشگاه برتر استرالیا را دارد.
علاوه بر آن، این دانشگاه در ۱۰ دانشگاه برتر در استرالیا و در ۲ درصد بالای دانشگاه‌های سراسر جهان در رتبه‌بندی دانشگاه‌های جهان رتبه‌بندی شده‌است. این دانشگاه همچنین توسط اداره دولتی استرالیا برای یادگیری و تدریس در سال ۲۰۱۲ بیش از هر دانشگاه دیگر در استرالیا جایزه آموزشی دریافت کرده‌است.